# ユダ&ブラック・メシア 裏切りの代償
『ユダ&ブラック・メシア 裏切りの代償』（ユダアンドブラックメシア うらぎりのだいしょう、Judas and the Black Messiah）は2021年のアメリカ合衆国の伝記映画。監督はシャカ・キング、出演はダニエル・カルーヤとラキース・スタンフィールドなど。
実話をもとに米国の政治組織ブラックパンサー党とそこに潜入した男性の運命を描いている。
第93回アカデミー賞では作品賞を含む6部門にノミネートされ、このうち助演男優賞（ダニエル・カルーヤ）と歌曲賞（H.E.R.「Fight for You」）を受賞した。本作は日本では劇場公開されなかったが、2021年9月3日にレンタルリリースされた。

## ストーリー
1968年のシカゴ。17歳のウィリアム・オニールは警官になりすまして自動車を乗っ取ろうとした容疑で逮捕された。そんなウィリアムに対し、FBIのロイ・ミッチェル特別捜査官が取引を持ちかけてきた。「もし君がブラックパンサー党のイリノイ州支部に潜入し、FBIの捜査に協力してくれるなら、今回の一件はなかったことにしようじゃないか」と。刑務所に入りたくなかったオニールは二つ返事で取引に応じた。
その頃、ブラックパンサー党イリノイ州支部長、フレッド・ハンプトンはその話術を駆使して敵対関係にあったギャングと和解するだけではなく、運動に黒人以外のマイノリティを取り込んだり、貧困層の子供に無料の朝食を提供するサービスを始めたりしていた。FBIは急速に支持を拡大していくハンプトンのカリスマ性を恐れ、オニールを内通者として送り込むことにしたのである。入党したオニールは徐々にハンプトンの信頼を勝ち取っていき、ついには彼の警護を命じられるまでになった。そうした業務の中で得た情報をミッチェルに流すことで、オニールはFBIから報奨金を得ることができた。
ハンプトンの行動を間近で見ているうちに、オニールの中である疑念が大きくなっていった。「ハンプトンは本当に悪人なのか」と。そんなある日、党の事務所でシカゴ市警と党員による銃撃戦が発生した。オニールは隙を突いて事務所から脱出することに成功したが、事務所が爆破される様子を見たオニールは死の恐怖を感じるようになった。そこで、オニールは内通者を辞めたいとミッチェルに申し出たが、「君は罪を帳消しにするだけの働きをまだしていない」と言われたため続けざるを得なかった。
1969年12月3日、ついに決定的な出来事が起きてしまう。FBIのJ・エドガー・フーヴァー長官の指示を受け、ミッチェルたちがハンプトンの暗殺を実行することになったのである。ハンプトンの恋人、デボラ・ジョンソンが妊娠していたこともあり、オニールは内心では暗殺に協力したくなかった。しかし、ミッチェルから「君がFBIに内通していたことがバレたらどうなるだろうね」と脅迫され、オニールは暗殺に加担するより外なかった。

## キャスト
※括弧内は日本語吹替。
- フレッド・ハンプトン：ダニエル・カルーヤ（中井和哉）
- ウィリアム・オニール（英語版）：ラキース・スタンフィールド（武内駿輔）
- ロイ・ミッチェル特別捜査官：ジェシー・プレモンス（丸山壮史）
- デボラ・ジョンソン（英語版）：ドミニク・フィッシュバック（英語版）（山根舞）
- ジミー・パルマー：アシュトン・サンダース
- ジェイク・ウィンターズ：アルジー・スミス（英語版）
- ジュディ・ハーモン：ドミニク・ソーン（英語版）（菊永あかり）
- ボビー・ラッシュ (英語版)：ダレル・ブリット＝ギブソン
- ウェイン捜査官：リル・レル・ハウリー
- カーライル特別捜査官：ロバート・ロングストリート
- ジョン・エドガー・フーヴァー：マーティン・シーン（糸博）
- ジョージ・W・サムス・ジュニア（英語版）：テレイル・ヒル
- ホセ・チャ・チャ・ヒメネス（英語版）：ニコラス・ヴェレス
- コリンズ：アマーリ・チートム
- ボブ・リー：ケイレブ・エバーハート

## 製作

### 構想及びプリ・プロダクション
本作以前にもフレッド・ハンプトンの伝記映画の製作に乗り出した者は少なからずおり、その中にはフォレスト・ウィテカーやアントワン・フークワのような大物映画人も含まれていたが、彼らの力を以てしてもなお製作に漕ぎ着けることはできなかった。
ルーカス兄弟がハンプトンの伝記映画の製作に乗り出したのは2014年のことであった。2人はNetflixやA24のようなスタジオにアイデアを持ち込んだが、そのアイデアが採用されることはなかった。その頃、ウィル・バーソンもハンプトンの伝記映画の製作に関心を抱いていた。バーソンは自ら脚本を書き上げ、それをスタジオに持ち込んだが、どこも首を縦に振らなかった。それどころか、スタジオの重役が交渉の席でハンプトンを侮辱することすらあったという。
2016年、ルーカス兄弟はシャカ・キングと一緒に仕事をすることになった。2人がハンプトンの伝記映画についてアイデアを述べたところ、キングはすぐに関心を示した。翌年1月、キングはハンプトンについてのリサーチを始めた。8月、バーソンの企画がプリ・プロダクション段階に入り、ケイシー・アフレックとジョン・パワーズ・ミドルトンにプロデューサーの、F・ゲイリー・グレイに監督のオファーを出した。また、ハンプトン役にはジェイデン・スミスやオシェア・ジャクソン・Jrの起用が検討された。しばらくして、キングは友人のジャーメイン・ファウラーからバーソンの存在を知らされ、彼の企画に合流することにした。その後、キングたちは再度ハリウッド中を駆け回って製作費を確保すると共に、ハンプトンの遺族（デボラ・ジョンソンとフレッド・ハンプトン・Jr）から伝記映画を製作する許可を取り付けた。

### キャスティング
2019年2月、『Jesus Was My Homeboy』というタイトルの下、本作の製作が本格的にスタートし、ダニエル・カルーヤとラキース・スタンフィールドが起用された。9月、ジェシー・プレモンス、ドミニク・フィッシュバック、アシュトン・サンダースの出演が決まった。10月、アルジー・スミスがキャスト入りした。

### 撮影
2019年10月21日、本作の主要撮影がオハイオ州クリーブランドで始まった。12月4日、ジョンソンとハンプトン・Jrの立ち会いの下、ハンプトンが暗殺されるシーンの撮影が行われた。その日はハンプトン暗殺から50年を迎える節目の日であった。撮影に際し、ジョンソンは自らを演じるドミニク・フィッシュバックに涙を見せないよう強く頼み込んだという。12月19日、本作の撮影が終了した。

### 音楽
2020年12月30日、マーク・アイシャムとクレイグ・ハリスが本作で使用される楽曲を手がけるとの報道があった。2021年2月4日、H.E.R.が歌う本作の主題歌「Fight for You」がシングルとしてリリースされた。12日、本作のサウンドトラックとスコアアルバムが発売された。

## 公開・興行収入
当初、本作は2020年8月21日に全米公開される予定だったが、新型コロナウイルスの流行が収束しなかったため、翌年まで公開が延期された。
2020年7月30日、本作のタイトルが『Judas and the Black Messiah』に正式決定した。8月7日、本作のオフィシャル・トレイラーが公開された。2021年1月13日、本作のオフィシャル・トレイラー第2弾が公開された。2月1日、本作はサンダンス映画祭でプレミア上映された。12日、本作は全米1888館で封切られ、公開初週末に207万ドルを稼ぎ出し、週末興行収入ランキング初登場2位となった。また本作は、HBO Maxでも同時に配信された。

## 評価
本作は批評家から絶賛されている。映画批評集積サイトのRotten Tomatoesには247件のレビューがあり、批評家支持率は96%、平均点は10点満点で8.3点となっている。サイト側による批評家の見解の要約は「フレッド・ハンプトンの暗殺を見事な形でドラマ化している。『ジューダス・アンド・ザ・ブラック・メサイア』は人種差別に対する強力な異議申し立てであると共に、シャカ・キング監督及び主要キャストにとってはキャリアを画する作品となった。」となっている。また、Metacriticには45件のレビューがあり、加重平均値は86/100となっている。なお、本作のCinemaScoreはAとなっている。
本作は第93回アカデミー賞では作品賞を含む6部門にノミネートされ、このうちダニエル・カルーヤが助演男優賞、H.E.R.が歌う本作の主題歌「Fight for You」が歌曲賞を受賞した。

### 受賞及びノミネートの一覧
| 賞                                     | 発表美        | カテゴリ           | 対象                                                        | 結果       | 出典          |
| -------------------------------------- | ------------- | ------------------ | ----------------------------------------------------------- | ---------- | ------------- |
| ブラック映画批評家協会賞               | 2021年1月21日 | 作品賞トップ10     |                                                             | 6位        | [ 26 ]        |
| AFI映画賞                              | 2021年1月25日 | 作品トップ10       |                                                             | 選出       | [ 27 ]        |
| ナショナル・ボード・オブ・レビュー賞   | 2021年1月26日 | 作品賞トップ10     |                                                             | 受賞       | [ 28 ]        |
| ワシントンD.C.映画批評家協会           | 2021年2月8日  | 助演女優賞         | ドミニク・フィッシュバック                                  | ノミネート | [ 29 ]        |
| ワシントンD.C.映画批評家協会           | 2021年2月8日  | 助演男優賞         | ダニエル・カルーヤ                                          | ノミネート | [ 29 ]        |
| ダラス・フォートワース映画批評家協会賞 | 2021年2月10日 | 助演男優賞         | ダニエル・カルーヤ                                          | 受賞       | [ 30 ]        |
| ネバダ映画批評家協会賞                 | 2021年2月19日 | 助演男優賞         | ダニエル・カルーヤ                                          | 受賞       | [ 31 ]        |
| ゴールデングローブ賞                   | 2021年2月28日 | 助演男優賞         | ダニエル・カルーヤ                                          | 受賞       | [ 32 ] [ 33 ] |
| ゴールデングローブ賞                   | 2021年2月28日 | 主題歌賞           | "Fight for You"                                             | ノミネート | [ 32 ] [ 33 ] |
| クリティクス・チョイス・アワード       | 2021年3月7日  | 助演男優賞         | ダニエル・カルーヤ                                          | 受賞       | [ 34 ] [ 35 ] |
| クリティクス・チョイス・アワード       | 2021年3月7日  | アンサンブル演技賞 |                                                             | ノミネート | [ 34 ] [ 35 ] |
| 全米脚本家組合賞                       | 2021年3月21日 | オリジナル脚本賞   | シャカ・キング、ウィル・バーソン、ルーカス兄弟              | ノミネート | [ 36 ] [ 37 ] |
| 全米映画俳優組合賞                     | 2021年4月4日  | 助演男優賞         | ダニエル・カルーヤ                                          | 受賞       | [ 38 ]        |
| アカデミー賞                           | 2021年4月25日 | 作品賞             | シャカ・キング、ライアン・クーグラー、チャールズ・D・キング | ノミネート | [ 39 ] [ 40 ] |
| アカデミー賞                           | 2021年4月25日 | 助演男優賞         | ダニエル・カルーヤ                                          | 受賞       | [ 39 ] [ 40 ] |
| アカデミー賞                           | 2021年4月25日 | 助演男優賞         | ラキース・スタンフィールド                                  | ノミネート | [ 39 ] [ 40 ] |
| アカデミー賞                           | 2021年4月25日 | 脚本賞             | シャカ・キング、ウィル・バーソン、ルーカス兄弟              | ノミネート | [ 39 ] [ 40 ] |
| アカデミー賞                           | 2021年4月25日 | 撮影賞             | ショーン・ボビット                                          | ノミネート | [ 39 ] [ 40 ] |
| アカデミー賞                           | 2021年4月25日 | 歌曲賞             | "Fight for You"                                             | 受賞       | [ 39 ] [ 40 ] |